# Kanamoji
El kanamoji es el sistema que se utiliza para leer los caracteres del silabario kana, es decir, los caracteres hiragana y katakana. Es el sonido genérico de cada carácter, este sistema se encuentra dividido así:
- Seion: es el sonido simple del carácter.
- Dakuon: pronunciación de un sonido más suave de la consonante del carácter (p.e. ga en vez de ka) mediante dakuten.
- Handakuon: pronunciación de un sonido medio entre seion y dakuon mediante handakuten.
- Yoon: pronunciación de un sonido alterado usando ャ (ya), ュ (yu) o ョ (yo).
- Sokuon: pronunciación doble o marcada de una consonante usando un pequeño tsu (ッ).
- Chouon: pronunciación alargada de las vocales usando ー.
- Tokushuon: pronunciación única de algunos katakana, este sistema es similar a Yoon, pero se utilizan pequeñas vocales ぁ (a), ぃ (i), ぅ (u), ぇ (e), ぉ (o).